# Brotherhood: Final Fantasy XV
Brotherhood: Final Fantasy XV (ブラザーフッド ファイナルファンタジーXV, Burazāfuddo: Fainaru Fantajī Fifutīn) é uma web minissérie japonesa de anime dirigida por Soichi Masui, produzida por Akio Ofuji e escrita por Yuniko Ayana. Ela foi co-produzida pela Square Enix em parceria com a A-1 Pictures, sendo baseado no mundo e na história do jogo eletrônico Final Fantasy XV, que está tematicamente conectado com a subsérie Fabula Nova Crystallis. Brotherhood se passa antes dos eventos do jogo e detalha o passado do protagonista Noctis Lucis Caelum e também de seus três melhores amigos.
Brotherhood foi feito como parte de uma expansão multimídia para que Final Fantasy XV não necessitasse de uma sequência. A minissérie foi concebida por Ofuji em 2014, baseando-se em seu desejo de expandir uma referência feita no jogo sobre a infância difícil que um dos personagens principais teve. A narrativa se foca nos temas de irmandade e amizade, tendo sido pensada para proporcionar aos jogadores um vislumbre nas vidas pessoais e personalidades dos personagens.
A minissérie foi exibida entre 30 de março e 17 de setembro de 2016 gratuitamente através do YouTube e Crunchyroll, também tendo sido colocada em diferentes edições de Final Fantasy XV ao lado do filme Kingsglaive: Final Fantasy XV. A edição de colecionador do jogo incluía cenas adicionais focando-se na personagem de Lunafreya Nox Fleuret. Os episódios foram os vídeos mais populares no canal do jogo no YouTube, com sua recepção tendo sido em sua maior parte positiva.

## Sinopse
Brotherhood: Final Fantasy XV se passa em Eos, um mundo similar à Terra moderna, ocorrendo antes dos eventos de Final Fantasy XV. O Reino de Lucis, guardião do último cristal mágico do mundo, está em guerra contra o tecnologicamente avançado Império de Niflheim, com este tendo dominado todo o mundo conhecido. Um acordo de paz é alcançado entre os dois países depois de anos de guerra. Como parte do acordo, o príncipe Noctis Lucis Caelum, filho do rei Regis Lucis Caelum CXIII e o herdeiro do trono, deverá se casar com Lunafreya Nox Fleuret, ex-princesa de Tenebrae e agora uma refém de Niflheim. Noctis parte para seu casamento acompanhado de seus leais companheiros e amigos: Gladiolus Amicita, Prompto Argentum e Ignis Scientia. Niflheim trai e invade Lucis enquanto eles estavam em sua viagem, roubando o cristal e matando Regis, deixando Noctis em uma jornada para reconquistar seu trono e derrotar Niflheim.

## Personagens
- Noctis Lucis Caelum (ノクティス・ルシス・チェラム, Nokutisu Rushisu Cheramu), dublado por Tatsuhisa Suzuki quando adulto e por Miyuki Sato quando criança, é o protagonista e príncipe herdeiro do Reino de Lucis.[5][6]

- Gladiolus Amicitia (グラディオラス・アミシティア, Guradiorasu Amishitia), dublado por Kenta Miyake, é uma figura fraterna de Noctis e herdeiro de uma família nobre que tem protegido a realeza de Lucis por gerações.[5][6]

- Ignis Scientia (イグニス・スキエンティア, Igunisu Sukientia), dublado por Mamoru Miyano, é um pródigo estrategista militar e amigo de infância de Noctis.[5]

- Prompto Argentum (プロンプト・アージェンタム, Puronputo Ājentamu), dublado por Tetsuya Kakihara quando adulto e por Aki Kaneda quando criança, é um amigo de Noctis oriundo de uma classe social mais baixa.[5][6]

- Lunafreya Nox Fleuret (ルナフレーナ・ノックス・フルーレ, Runafurēna Nokkusu Furūre), dublada por Rina Kitagawa, é uma princesa e Oráculo da província imperial de Tenebrae, além de uma amiga de infância de Noctis.[7]

- Regis Lucis Caelum CXIII (レギス・ルシス・チェラム113世, Regisu Rushisu Cheramu Hyakujūsansei), dublado por Tsutomu Isobe, é o pai de Noctis e o rei de Lucis.[8]

- Iris Amicita (イリス・アミシティア, Irisu Amishitia), dublada por Megumi Han, é a irmã mais nova de Gladiolus.[9]

## Produção
Brotherhood faz parte do Final Fantasy XV Universe, um projeto multimídia baseado ao redor do jogo eletrônico Final Fantasy XV. Além da minissérie, o filme Kingsglaive: Final Fantasy XV e outros títulos separados fazem parte do projeto. Ele surgiu porque a história de XV era grande o bastante para cobrir vários jogos, porém a equipe não desejava criar jogos adicionais, assim decidiram conceber mídias adicionais. Apesar de similar em estilo a Compilation of Final Fantasy VII, as mídias associadas com XV vieram antes do lançamento do título, servindo como uma introspecção melhor sobre o mundo e os personagens. XV e suas mídias relacionadas possuem uma conexão temática com a Fabula Nova Crystallis Final Fantasy, um conjunto de jogos que compartilham uma mitologia em comum, porém possuem histórias e mundos separados. Apesar do mundo de XV ter se distanciado da marca por motivos de divulgação, ele ainda utiliza elementos da mitologia e do projeto geral. Brotherhood foi pensado para que não fosse necessário ser assistido a fim do enredo principal do jogo poder ser compreendido. Hajime Tabata, diretor de XV, descreveu posteriormente Brotherhood e Kingsglaive como meios de proporcionar uma melhor compreensão do mundo do jogo, comentando que aqueles que apenas jogaram o jogo poderiam perceber conteúdo faltando.
A minissérie foi co-produzida pela Square Enix, os desenvolvedores do jogo, junto com o estúdio A-1 Pictures. A equipe da Square Enix supervisionou a equipe da A-1 Pictures a fim de garantir que o anime fosse fiel ao jogo. O estúdio tinha anteriormente colaborado com a Square Enix em On the Way to a Smile, um curta incluído em Final Fantasy VII: Advent Children – Complete Edition, com ambos tendo declarado frequentemente no ínterim que desejavam trabalhar juntos outra vez. Brotherhood foi dirigido por Soichi Masui, escrito Yuniko Ayana e com música composta por Yasuhisa Inoue e Susumi Akizuki. A minissérie se originou através do produtor Akio Ofuji, que era o produtor de divulgação da franquia Final Fantasy. Prompto era o personagem favorito de Ofuji no jogo, com o anime surgindo de seu desejo de expandir uma referência feita dentro do jogo sobre a infância difícil que o personagem teve. O conceito foi proposto pela primeira vez em 2014, um ano e meio antes de seu anúncio oficial. Seu formato de minissérie de anime foi baseado em sugestões da equipe e pelo fato de Kingsglaive já estar em produção como um filme de computação gráfica. Os episódios foram produzidos relativamente rápido, sendo criados e lançados em intervalos mensais. Os criadores levaram em conta as opiniões dos fãs a medida que iam desenvolvendo os episódios. A natureza de Brotherhood como um anime gratuito causou problemas na hora de financiamento o projeto; isto havia sido decidido com o objetivo de fazer a minissérie alcançar o maior público possível. No final, o orçamento foi dividido entre os custos de produção de XV e as vendas físicas após o lançamento do anime.
Ofuji foi responsável por criar o enredo base sobre o qual os roteiristas de Brotherhood trabalharam; o produtor desenvolveu as narrativas ao redor das características de cada personagem usando os perfis elaborados pelos roteiristas de XV, como por exemplo o amor de Ignis pela cozinha e a obesidade infantil de Prompto. O anime se foca nos temas de irmandade e amizade, incluindo cenas interpessoais que não poderiam ser colocadas no jogo principal. Seu enredo detalha a história pregressa de Noctis desde sua infância até o começo do jogo, além das histórias de seus companheiros. O primeiro e o último episódios conectam-se diretamente com Platinum Demo: Final Fantasy XV, um demo gratuito mostrando a jornada de Noctis por um mundo de sonhos depois de sofrer uma experiência de quase morte. A minissérie também serve como porta de entrada para jogadores em potencial aos personagens. O grupo do jogador era construído gradualmente pelo decorrer da história em títulos Final Fantasy anteriores. Entretanto, em XV, o grupo completo já estaria disponível desde o início, assim momentos de história pregressa não poderiam ser incluídos no jogo, com o anime servindo de um meio similar de permitir que os jogadores simpatizassem com os personagens. Os eventos de cada episódio também ajudaram a detalhar as diferenças entre as classes sociais dos personagens, com o exemplo citado sendo o contraste entre a pequena casa dos pais trabalhadores de Prompto com a vida mais luxuosa de Gladiolus.

## Lançamento
Brotherhood foi anunciado em 30 de março de 2016 no Uncovered: Final Fantasy XV, um evento de mídia dedicado ao jogo; o primeiro episódio foi disponibilizado imediatamente depois do evento. Cada episódio foi lançado online gratuitamente no canal oficial de XV no YouTube, concluindo-se no quinto episódio em 17 de setembro de 2016. Eles também foram transmitidos através do serviço Crunchyroll. Cada episódio tem aproximadamente entre dez e quinze minutos de duração. O formato foi escolhido em vez do tradicional 23 minutos porque permitiria que a história desejada fosse contada sem entediar o espectador. Todos os episódios foram incluídos na edição de colecionador de XV. A minissérie também foi colocada na Final Fantasy XV Film Collection, um pacote que vinha com XV e Kingsglaive. Cenas extras focando-se na personagem de Lunafreya foram incluídas exclusivamente na edição de colecionador. Brotherhood foi editado em um único episódio de trinta minutos para ser transmitido pela emissora Tokyo MX no Japão em 30 de setembro de 2016. Os cinco episódios foram transmitidos online pela Niconico em um evento especial em 28 de novembro de 2016, um dia antes da estreia do jogo. O plano original era que a minissérie tivesse cinco episódios, porém Ofuji disse que estava aberto a produção de mais caso a recepção fosse positiva.

### Episódios
| № | Título                | Lançamento             |
| --- | --------------------- | ---------------------- |
| 1 | "Before the Storm"    | 30 de março de 2016    |
| Noctis parte em sua jornada para se encontrar com Lunafreya, porém recebe a notícia do ataque contra a capital de Lucis, precisando enfrentar as tropas de Niflheim. Ele também se lembra do ataque de um monstro que sofreu durante sua infância, incidente que matou sua mãe e lhe deixou muito ferido; ao final do episódio Noctis encontra o mostro novamente como um parte da força de ataque de Niflheim. |                       |                        |
| 2 | "Dogged Runner"       | 14 de junho de 2016    |
| Prompto quando criança cuida de um filhote de cachorro que encontrou na rua. Ele é inicialmente uma criança introvertida e obesa que frequenta a mesma escola de Noctis, porém seu encontro e cuidado de um dos animais de estimação de Lunafreya faz com que ela peça a ele para ser amigo do príncipe. Prompto passa a se exercitar e entrar em dieta, tendo emagrecido e ganhado confiança pela época em que ele e Noctis entram no ensino médio. O príncipe o reconhece de um encontro passado e os dois tornam-se amigos.                    |                       |                        |
| 3 | "Sword and Shield"    | 7 de julho de 2016     |
| Gladiolus é um dos protetores da família de Noctis. Inicialmente vendo o príncipe como frio e antissocial, sua opinião muda drasticamente quando Noctis ajuda sua irmã Iris a escapar de problemas assumindo toda a culpa por ter saído do palácio com ela. Os dois formam uma relação forte, que na época de Final Fantasy XV se desenvolveu em uma firme amizade. |                       |                        |
| 4 | "Bitterweet Memories" | 17 de agosto de 2016   |
| Em uma parada durante sua viagem, Ignis compra ingredientes para tentar cozinhar um doce que Noctis tinha comido e gostado quando criança. Ignis se lembra que fora encarregado de cuidar do príncipe pelo rei Regis, que já estava sentindo os efeitos colaterais de manter a muralha mágica ao redor de Lucis. O despreocupado Noctis fica perturbado ao perceber o quanto seu pai enfraqueceu, discutindo com Ignis sobre seu futuro como rei. Os dois depois se reconciliaram com a ajuda de Gladiolus, com o príncipe aceitando sua posição. |                       |                        |
| 5 | "The Warmth of Light" | 17 de setembro de 2016 |
| A história começa onde "Before the Storm" terminou, com Noctis atacando o demônio que quase o matou. Ele luta raivoso e sozinho, acabando sendo jogado do alto de um penhasco para o oceano. Noctis lembra do primeiro ataque quando era criança, incluindo como seu pai foi capaz de afastar a criatura. Ele consegue se recuperar a partir dessas memórias e mata o demônio com o auxílio de seus companheiros. Após a batalha, os quatro continuam sua viagem para a cidade de Altissia.                                                       |                       |                        |

## Recepção
A recepção inicial da minissérie foi melhor do que os desenvolvedores inicialmente esperavam, com o primeiro episódio conseguindo mais visualizações do que o antecipado. Os episódios do anime estão entre os vídeos mais assistidos do canal oficial de XV no YouTube. "Before the Storm" é o segundo vídeo mais assistido no canal com mais de 3,3 milhões de exibições. "Dogged Runner" é o sexto com mais de 1,1 milhões, enquanto "Sword and Shield" e "Bittersweet Memories" ficam na nona e décima primeira posições com mais de 804 mil e 782 mil visualizações, respectivamente. O último episódio, "The Warmth of Light", é aquele com os números mais baixos, ficando com pouco mais de 277 mil exibições. Versões com legendas em múltiplos idiomas também foram lançadas no canal e tem números acima de trezentos mil.
Meghan Sullivan da IGN, em sua resenha do primeiro episódio, elogiou os visuais e as coreografias de luta, mas sentiu que a história seria confusa para aquelas pessoas que não eram familiares com o jogo. Ela concluiu seu texto dizendo que o episódio era "um começo sólido para o que esperamos que seja anime memorável". Michelle Nguyen da Geek.com escreveu sobre Brotherhood após o lançamento de "Sword and Shield", sendo de forma geral positiva, elogiando os personagens apesar de não gostar do fato de haverem personagens femininas jogáveis no próprio jogo. Nguyen achou o primeiro episódio um pouco fraco, mas gostou bastante de "Dogged Runner" por transformar Prompto em um personagem mais complexo. Andrew Webster da The Verge comentou que o anime capturava bem sucedidamente a mistura de humor e elementos tradicionais de RPG de XV, compartilhando os elogios para "Dogged Runner" e falando que a minissérie o deixou mais ansioso para poder jogar o jogo.
Chris Carter da Destructoid, em um artigo publicado logo após a estreia do último episódio, disse que gostou do anime de forma geral, mas achou que faltava história a "The Warmth of Light" em comparação com os episódios anteriores por causa de seu foco na ação. Ele também afirmou que "comprou" a relação de Noctis com os outros personagens. A GamesRadar, em um artigo resumindo todas as mídias associadas ao Final Fantasy XV Universe, comentou que os episódios de Brotherhood eram "surpreendentemente bem escritos" e "valem a pena serem assistidos", salientando o foco em histórias pessoais quando comparado à narrativa mais grandiosa de Kingsglaive. Similarmente, Kim Snaith da Kotaku afirmou que a minissérie estabelece "perfeitamente as coisas de onde Final Fantasy XV começa".